# Силуан (Муса)
Митрополит Силуан Муса (или Муси, араб. المتروبوليت سلوان موسي‎; род. 10 мая 1967, Маракай, Венесуэла) — епископ Антиохийской православной церкви, митрополит Джубейльский и Батрунский (Библский и Ботрийский), ипертим и экзарх Гор Ливанских.

## Биография
Родился в 1967 году в Маракае в семье ливанца Джаудата Муси и сирийки Суад Жорж, у него были брат и сестра. По собственному признанию, «Когда мне было пять лет, мои родители переехали в Ливан, где я и вырос. Я жил в Триполи — втором по величине городе Ливана»
В период 1983—1994 годов он был членом Союза православной молодёжи в Эль-Мине (Триполи) и Эль-Мансури (Гора Ливан).
В 1985 году окончил Колледж братьев в Ла Салле, Триполи (Ливан). В 1990 году окончил Бейрутское высшее инженерное училище при Бейрутском Университете святого Иосифа с дипломом электроинженера по специальности компьютерная инженерия.
Работал в Бейруте и Париже в качестве аналитика и руководителя проекта по разработке программного обеспечения для банков и финансовых учреждений на Ближнем Востоке и в Европе.
Он уволился с работы в конце 1994 года и заочно поступил в Свято-Сергиевский богословский институт в Париже. В 1995 году перевёлся на богословский факультет Университета Аристотеля в Салониках.
В 1996 году митрополитом Лаодикийским Иоанном (Мансуром) был рукоположён в сан диакона. В 2000 году был рукоположён в сан священник митрополитом Алеппским Павлом (Язиджи) с возведением в сан архимандрита.
В 2000 году окончил с отличием Университете Арситотеля в Салониках, получив степень бакалавра. Продолжил обучение там же в магистратуре, но прервал его в 2001 году. Владел арабским, испанским, французским, английским и греческим языками.
В 2001 году в течение короткого времени в служил в Сиднее в клире Австралийской митрополии Антиохийской православной церкви. Затем секретарём Алеппской митрополии до его избрания 4 октября 2006 года Священным Синодом Антиохийской православной церкви митрополитом Буэнос-Айресским и Аргентинским.
15 октября того же года в кафедральном Свято-Успенском соборе Дамаска Патриарх Игнатий IV вместе с сослужащими иерархами Антиохийской Православной Церкви совершил хиротонию архимандрита Силуана (Муса) во епископа Буэнос-Айресского и Аргентинского.
20 марта 2014 года Патриархом Антиохийским Иоанном назначен патриаршим викарием в Северной Америке, то есть временным управляющим Антиохийской Православной Архиепископией Северной Америки. Временно управлял данной Архиепископией до назначения 3 июля 2014 года её главой епископа Иосифа (аль-Зехлауи). 1 июля 2018 года отслужил свою последнюю литургию в Аргентине, после чего отбыл в Ливан.
6 октября 2018 года решением Священного Синода Антиохийского Патриархата «в виде исключения переведён в епархию Гор Ливанских».